# Параскевопулос, Иоаннис (политик)
Иоаннис Параскевопулос (греч. Ιωάννης Παρασκευόπουλος; 25 декабря 1900, Тейсоа (ныне ном Элида, Греция) — 8 апреля 1984, Афины) — греческий политический и государственный деятель, премьер-министр Греции (1963—1964 и 1966—1967), министр национальной обороны Греции (1966—1967), банкир, политолог, педагог, профессор (1943) и ректор (1961) Афинского университета Пантион.

## Биография
Изучал право и экономику в университетах Афин, Мюнхена, Йены, Франкфурта и Лондона. Работал в Deutsche Bank (1925), с 1925 по 1929 год — в британском Midland Bank. В 1929 году перешёл в Национальный банк Греции, позже — его директор. Доктор философии университетов Лейпцига и Лондона.
Одновременно в 1936 году начал академическую карьеру, в 1943 году стал профессором политических наук в Афинском университете Пантион, в 1961 году — его ректором.
С 1938 года профессор экономики Афинского университета экономики и бизнеса.
Занимал министерские посты в правительствах Николаоса Пластираса (1945, министр снабжения, затем — министр народного хозяйства), Петроса Вулгариса (1945, министр снабжения), Дамаскина (1945) и Димитриоса Киусопулоса (1952). Работал министом торговли, промышленности и труда), министром труда (1958).
Будучи заместителем управляющего Национального банка Греции, был назначен королём Константином II премьер-министром. С 31 декабря 1963 по 19 февраля 1964 года и с 22 декабря 1966 по 3 апреля 1967 года Параскевопулос был премьер-министром переходных правительств Греции.
Автор ряда публикаций в области финансов и банковской политики.